# تپه داش بلاغ ۲
تپه داش بلاغ ۲ مربوط به دوره اشکانیان و دوره ساسانیان است و در شهرستان میانه، بخش مرکزی، دهستان اوچ تپه شرقی، ۳۰۰ متری شرق روستای داش بلاغ واقع شده و این اثر در تاریخ ۲۷ آبان ۱۳۸۶ با شمارهٔ ثبت ۲۰۱۷۴ به‌عنوان یکی از آثار ملی ایران به ثبت رسیده است.